# Maler der Geburt der Athena
Der Maler der Geburt der Athena englisch Painter of the Birth of Athena (tätig zwischen 480 und 460 v. Chr. in Athen) war ein attischer Vasenmaler des rotfigurigen Stils. Seinen Notnamen erhielt er nach der Pelike E 410 im British Museum in London mit der Darstellung der Geburt der Athena.